# Liste des épisodes de Que sa volonté soit faite
Cet article présente la liste des épisodes de la série télévisée d’animation japonaise Que sa volonté soit faite issue du manga du même nom de Tamiki Wakaki.

## Liste des épisodes

### Saison 1
| No | Titre français                                                 | Titre japonais                                                              | Titre japonais                                 | Date de 1re diffusion |
| No | Titre français                                                 | Kanji                                                                       | Rōmaji                                         | Date de 1re diffusion |
| -- | -------------------------------------------------------------- | --------------------------------------------------------------------------- | ---------------------------------------------- | --------------------- |
| 01 | Flag.1.0 L'amour fait tourner le monde                         | FLAG.1.0 世界はアイで動いている                                             | Sekai wa ai de Ugoite Iru                      | 6 octobre 2010        |
| 02 | Flag 2.0 Ma petite sœur                                        | FLAG.2.0 あくまでも妹です Flag.2.5 ベイビー・ユー・アー・ア・リッチ・ガール | Akumademo Imouto desu Beibī Yū ā a Ricchi Gāru | 13 octobre 2010       |
| 03 | Flag 3.0 Drive my car Flag 3.5 I Don't Want to Spoil the Party | FLAG.3.0 ドライヴ・マイ・カー Flag.3.5 パーティーはそのままに               | Doraivu Mai Kā Pātī wa Sonomama ni             | 20 octobre 2010       |
| 04 | Flag 4.0 La guerre sainte                                      | FLAG 4.0 今そこにある聖戦                                                   | Ima Soko ni Aru Seisen                         | 27 octobre 2010       |
| 05 | Flag 5.0 IDOL BOMB!!                                           |                                                                             | IDOL BOMB!!                                    | 3 novembre 2010       |
| 06 | Flag 6.0 Suis-je banale ?                                      | FLAG.6.0 ワタシ平凡?                                                        | Watashi Heibon?                                | 10 novembre 2010      |
| 07 | Flag 7.0 Shining Star                                          |                                                                             | Shining Star                                   | 17 novembre 2010      |
| 08 | Flag 8.0 Coupling With, With, With, With...                    |                                                                             | Coupling with with with with                   | 24 novembre 2010      |
| 09 | Flag 9.0 Le mur : Dedans et en dehors                          | FLAG.9.0 大きな壁の中と外                                                   | Ōki na Kabe no Naka to Soto                    | 1er décembre 2010     |
| 10 | Flag 10.0 À l'intérieur de moi...                              | FLAG.10.0 あたしの中の……                                                    | Atashi no Naka no ......                       | 8 décembre 2010       |
| 11 | Flag 11.0 Le jour final                                        | FLAG.11.0 おしまいの日                                                      | Oshimai no Hi                                  | 15 décembre 2010      |
| 12 | Flag 12.0 Plus qu'un dieu, moins qu'un homme                   | FLAG.12.0 神以上、人間未満                                                  | Kami Ijou, Ningen Miman                        | 22 décembre 2010      |

### Saison 2
| No | Titre français                                                  | Titre japonais                                      | Titre japonais                       | Date de 1re diffusion |
| No | Titre français                                                  | Kanji                                               | Rōmaji                               | Date de 1re diffusion |
| -- | --------------------------------------------------------------- | --------------------------------------------------- | ------------------------------------ | --------------------- |
| 01 | Flag 1.0 La fleur aux pétales d'acier                           | FLAG.1.0 一花繚乱                                   | Ikka Ryōran                          | 12 avril 2011         |
| 02 | Flag 2.0 L'affaire est dans le sac                              | FLAG.2.0 一挙落着                                   | Ikken Rakuchaku                      | 19 avril 2011         |
| 03 | Flag 3.0 La venue du chef de zone                               | FLAG.3.0 地区長、来たる。                           | Chikuchō, Kitaru.                    | 26 avril 2011         |
| 04 | Flag 4.0 Le chef de zone regagne sa fierté                      | FLAG.4.0 地区長、誇りを取り戻す。                   | Chikuchō, Hokori o Torimodosu.       | 3 mai 2011            |
| 05 | Flag 5.0 Il pleut toujours quand j'arrive                       | FLAG.5.0 たどりついたらいつも雨ふり                 | Tadoritsuitara Itsumo Ame Furi       | 10 mai 2011           |
| 06 | Flag 6.0 Précipitations estimées à 10%                          | FLAG.6.0 10%の雨予報                                | 10% no Ameyohou                      | 17 mai 2011           |
| 07 | Flag 7.0 Singing in the Rain                                    |                                                     | Singing in the Rain                  | 24 mai 2011           |
| 08 | Flag 8.0 Ma première commission Flag 8.5 Tous les trois au café | FLAG.8.0 はじめての☆おつかい Flag.8.5 3人でお茶を。 | Hajimete no☆Otsukai 3-Nin de ocha o. | 31 mai 2011           |
| 09 | Flag 9.0 2e année B Professeur Nagase                           | FLAG.9.0 2年B組長瀬先生                             | 2-Nen B-gumi Nagase-sensei           | 7 juin 2011           |
| 10 | Flag 10.0 School Wars                                           | スクール☆ウォーズ                                   | Sukūru☆Uōzu                          | 14 juin 2011          |
| 11 | Flag 11.0 Ton cœur brille toujours                              | いつも心に太陽を                                    | Itsumo Kokoro ni Taiyō o             | 21 juin 2011          |
| 12 | Flag 12.0 Summer Wars                                           | サマーウォーズ                                      | Samā Uōzu                            | 28 juin 2011          |

### Saison 3
| No | Titre français                     | Titre japonais               | Titre japonais         | Date de 1re diffusion |
| No | Titre français                     | Kanji                        | Rōmaji                 | Date de 1re diffusion |
| -- | ---------------------------------- | ---------------------------- | ---------------------- | --------------------- |
| 01 | Flag 1.0 Quand le soleil se couche |                              | When The Sun Goes Down | 8 juillet 2013        |
| 02 | Flag 2.0 Scrambled Formation       | スクランブルフォーメーション |                        | 15 juillet 2013       |
| 03 | Flag 3.0 5 Home                    |                              | 5 Home                 | 22 juillet 2013       |
| 04 | Flag 4.0 Doll Roll Hall            |                              | Doll Roll Hall         | 29 juillet 2013       |
| 05 | Flag 5.0 Punch de Date             |                              | Punch de Date          | 5 août 2013           |
| 06 | Flag. 6.0 About me                 | 私について。                 |                        | 12 août 2013          |
| 07 | Flag. 7.0 Bad Medicine             |                              | Bad Medicine           | 19 août 2013          |
| 08 | Flag. 8.0 Goddess Mix              | めがみみっくす               |                        | 26 août 2013          |
| 09 | Flag. 9.0 Absent Lovers            |                              | Absent Lovers          | 2 septembre 2013      |
| 10 | Flag. 10.0 Labyrinthe              |                              | Labyrinthe             | 9 septembre 2013      |
| 11 | Flag. 11.0 Show Me                 |                              | Show Me                | 16 septembre 2013     |
| 12 | Flag. 12.0 Final                   |                              | Final                  | 24 septembre 2013     |

## OAV
| No | Titre français          | Titre japonais            | Titre japonais           | Date de 1re diffusion |
| No | Titre français          | Kanji                     | Rōmaji                   | Date de 1re diffusion |
| --- | ----------------------- | ------------------------- | ------------------------ | --------------------- |
| OAV 0 | Flag.0                  |                           | Flag.0                   | 17 septembre 2010     |
| Cet OAV est sorti avec le volume 10 du manga.                                                                        |                         |                           |                          |                       |
| OAV 1 | 4 filles et une idole   | ４人とアイドル            | Yonin to Aidoru          | 16 septembre 2011     |
| Cet OAV est sorti avec le volume 14 du manga.                                                                        |                         |                           |                          |                       |
| OAV 2 | Réunion                 | 再会                      | Saikai                   | 16 octobre 2012       |
| Cet OAV est sorti avec le volume 19 du manga. C'est la première partie de l'arc Tenri.                               |                         |                           |                          |                       |
| OAV 3 | Chance Meeting          | 邂逅                      | Kaikō                    | 18 décembre 2012      |
| Cet OAV est sorti avec le volume 20 du manga. C'est la seconde partie de l'arc Tenri.                                |                         |                           |                          |                       |
| OAV 4 | Magical Star Kanon 100% | マジカル☆スターかのん100% | Majikaru Sutā Kanon 100% | 18 juin 2013          |
| Cet OAV est sorti avec le volume 22 du manga. Il s'agit de l'adaptation de la série dérivée Magical Star Kanon 100%. |                         |                           |                          |                       |